# Prieuré de Durance
Le prieuré Saint-Étienne-de-la-Grange ou prieuré de Durance est situé sur le territoire de la commune de Durance, Lot-et-Garonne.

## Historique

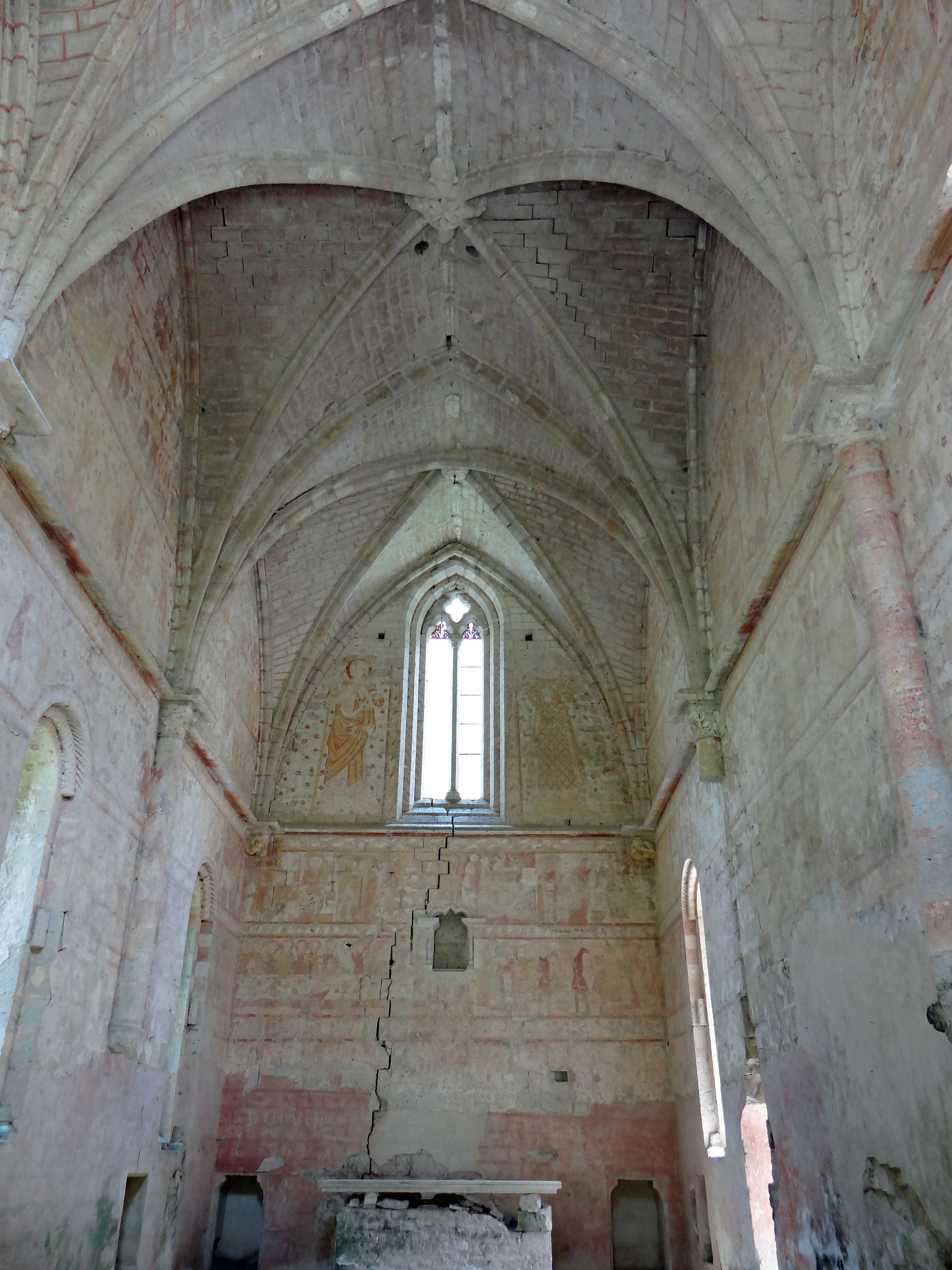
La chapelle

À quelques centaines de mètres au nord de la bastide de Durance on trouve une ancienne grange, un centre d’exploitation agricole dépendance de l'abbaye de La Grâce-Dieu, alias Saint-Jean de la Castelle de l’ordre des Prémontrés. En s'agrandissant, la grange est devenue le prieuré de Saint-Étienne-de-la-Grange.
La chapelle du prieuré a été construite dans le style roman, puis gothique pour la surélévation, dans la première moitié du XIIIe siècle. Les murs de la chapelle sont décorés de peintures du XIVe siècle.
Contre la chapelle se trouve le corps de logis dont les murs étaient percés de puits de jours et d'archères. Le logis a été modifié au XVIe et XVIIe siècles. Une tour d'escalier a alors été ajoutée contre le mur ouest.
Les rois de Navarre ont construit un château à Durance (ancien relais de chasse d'Henri III de Navarre)  qui leur sert de lieu de résidence quand ils viennent dans leur parc de chasse. Henri III de Navarre visite alors les moines du prieuré. Louis XIV est venu chasser dans le parc de Durance pendant son voyage vers Saint-Jean-de-Luz pour se marier avec l'infante Marie-Thérèse.
Après le concordat, le prieuré a servi quelque temps de presbytère. La chapelle est utilisée comme une décharge et sa charpente a servi pour réparer le presbytère.https://www.dropbox.com/home/DICO%20RUES%20D'AGEN/LIVRES%20NUM%C3%89RIS%C3%89S%20AS/ARCHIVES%20DIVERSES?preview=Nomenclature+des+rues+d%27Agen+w.pdf
L'abbé Léopold Dardy rachète le bâtiment en 1858 et le sauve de la ruine en le restaurant pour en faire un orphelinat. Il est mort le 18 décembre 1901 au prieuré. L'orphelinat est fermé au XXe siècle.
La toiture de la chapelle a été entièrement refaite à la fin des années 1980. Le prieuré a été restauré en 2015 avec l'aide de l'association des « Amis du prieuré de Lagrange ». La toiture du corps de logis est posée en 2016.
Pour leur sauvegarde d’extrême urgence, les peintures murales ont fait l'objet d'une aide financière, importante, de la part de la mission Bern en 2019. Les travaux ont repris à la fin de la période du Covid, avec une participation substantielle de la Direction Régionale de l'Action culturelle (DRAC), l'apport financier, non négligeable, de mécènes et celui des propriétaires, M. et Mme Fourteau. Au préalable, ont été achevés les derniers travaux, conséquents, dans l'église prieur-ale (lézardes, restitution d'une colonne brisée, pose de carrelage, achèvement de la restauration de l'autel consacré, etc.). L'inauguration de fin des travaux a eu lieu en décembre 2023.
Il reste à effectuer des travaux définitifs d'isolation des nombreuses ouvertures du corps de logis, ainsi que la pose de tomettes au sol, et, probablement, d'un escalier en colimaçon à poser dans la tour-escalier du XIVe siècle pour desservir le premier étage. 
Toutes ces restaurations ont pu être menées à bien en l'espace de dix années, ce qui représente une véritable prouesse au vu de l'immensité de la tâche matérielle et administrative qui était à réaliser.  
Les abords de l'ancien prieuré ont été protégés le 3 décembre 1942.
Le prieuré a été classé au titre des monuments historiques le 16 mars 2000.

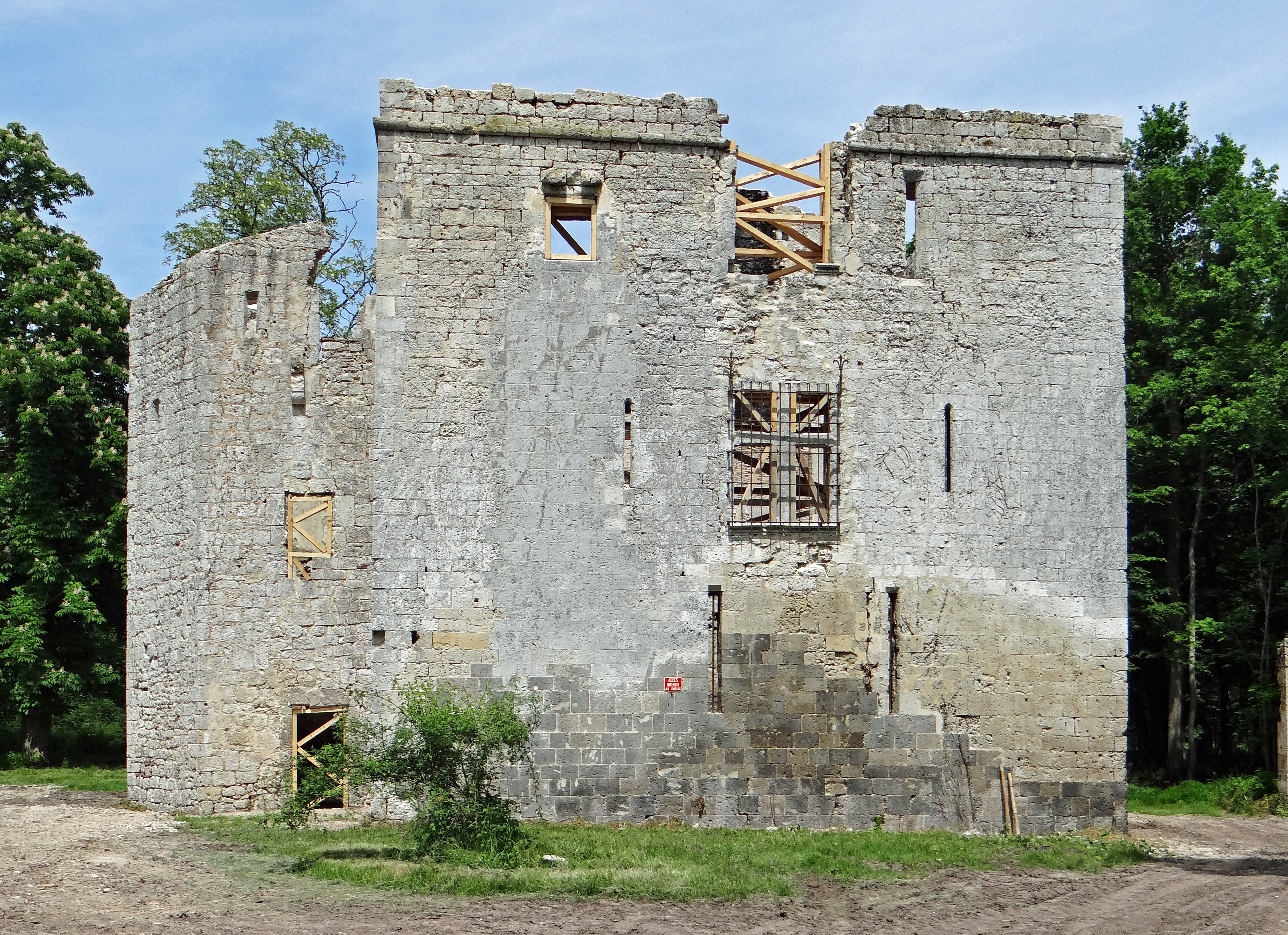
Façade du logis
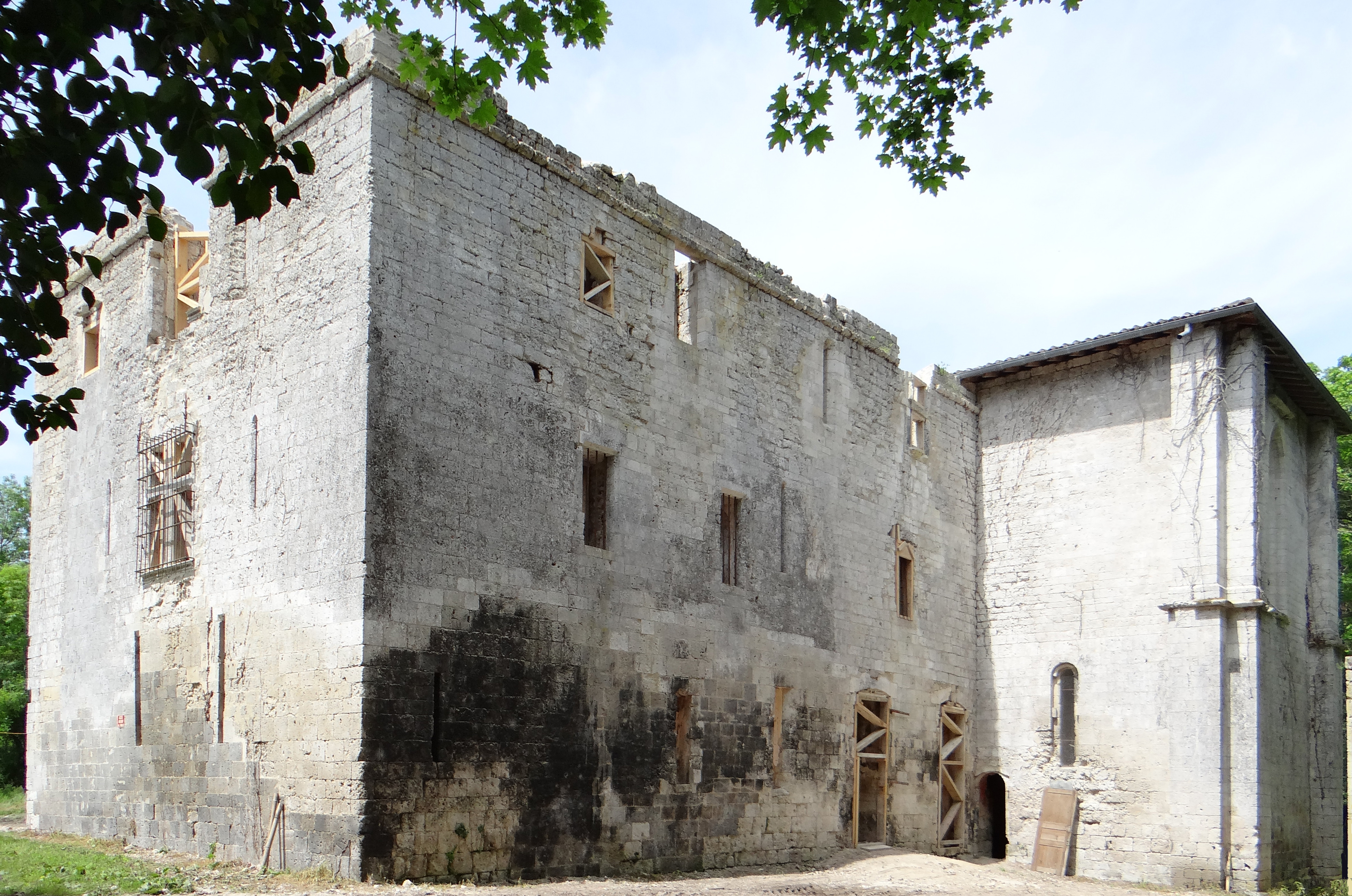
Le prieuré de Lagrange, avec le logis à gauche, et la chapelle à droite
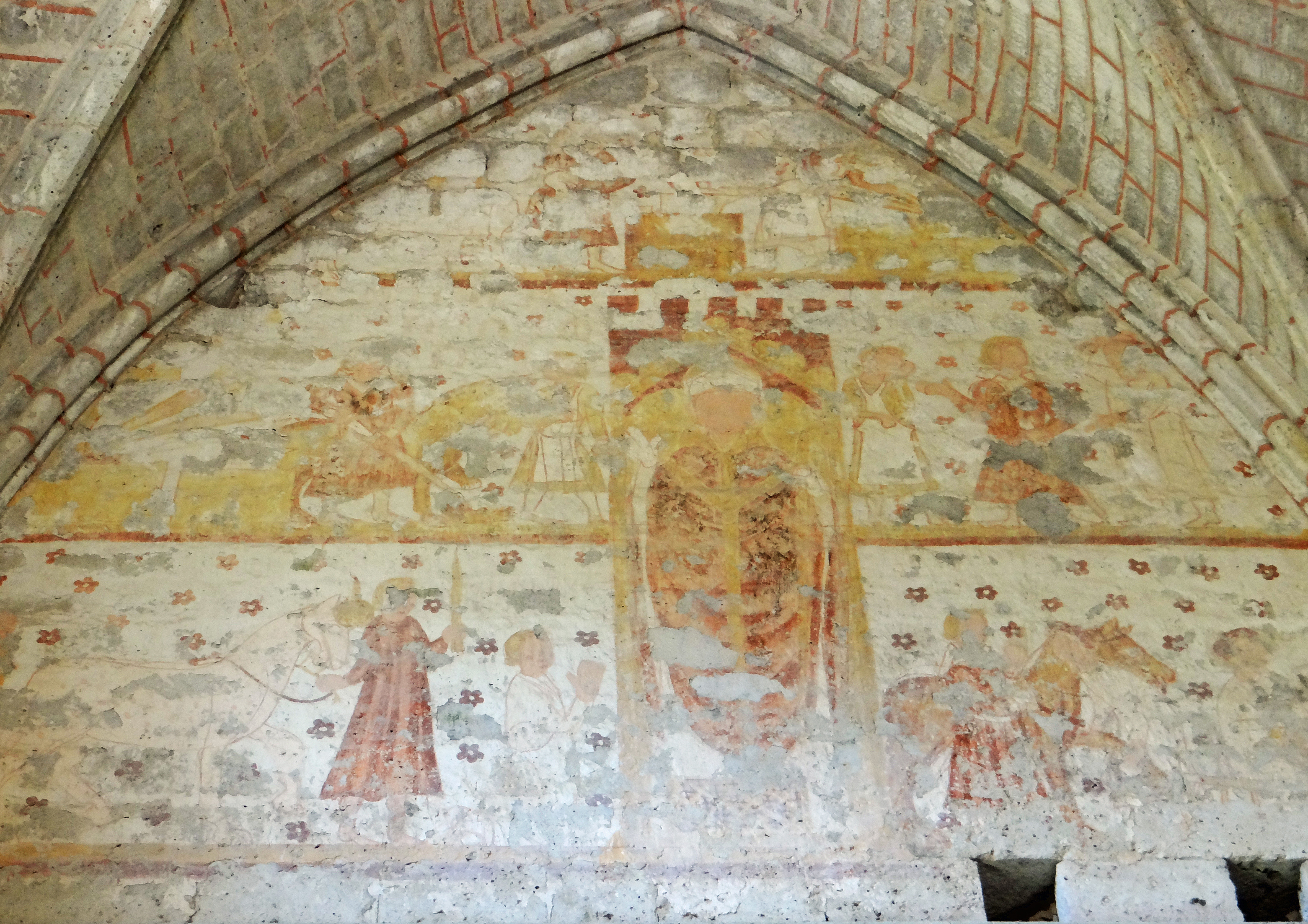
Vestiges de peintures murales dans la chapelle
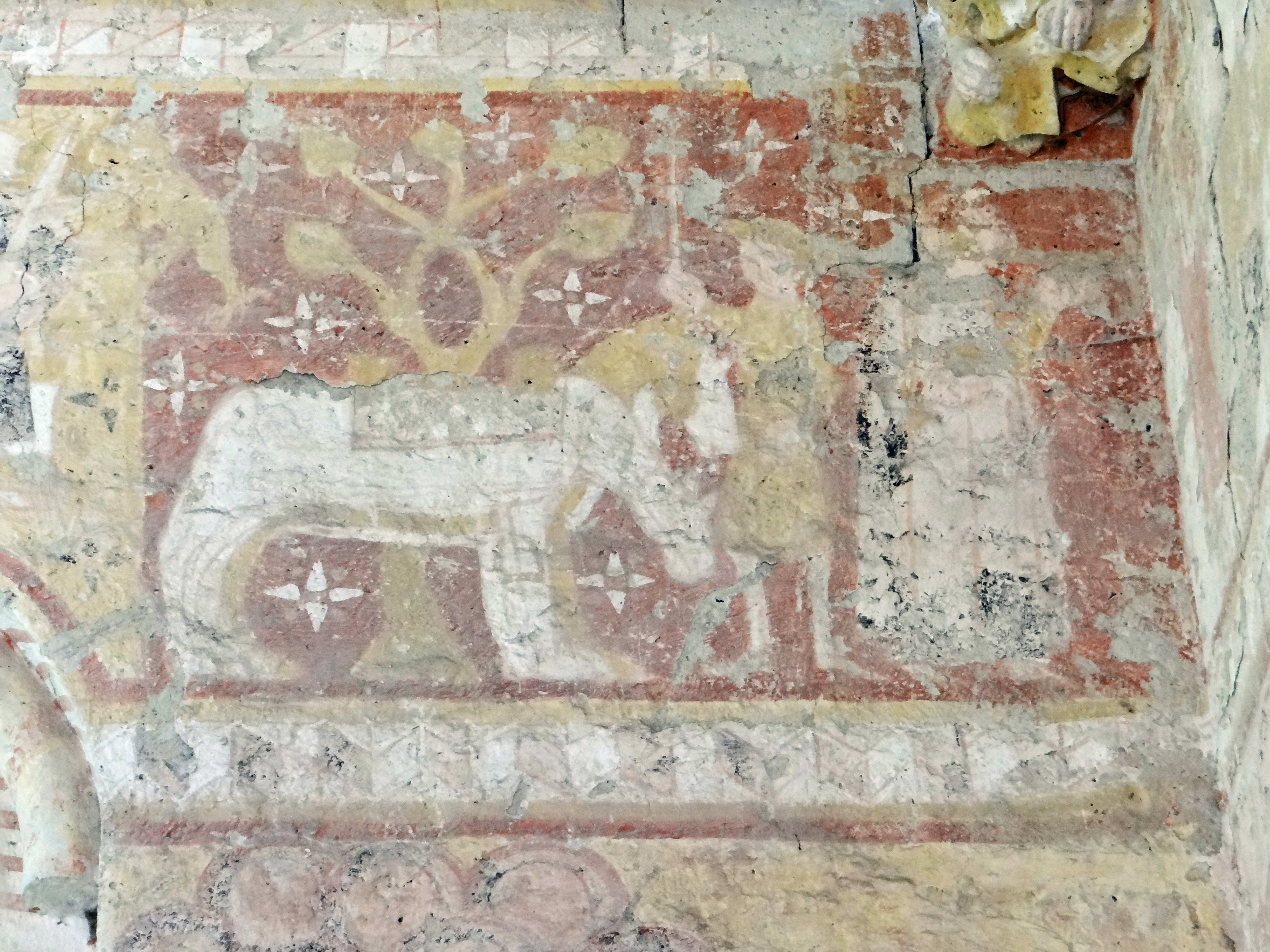
Vestiges de peintures murales dans la chapelle